# 琳達·伊凡吉莉絲塔
琳達·伊凡吉莉絲塔（英語：Linda Evangelista，1965年5月10日—），生于加拿大安大略省，已退役的加拿大超级名模，她是加拿大国家名人堂史上第一位模特行业入选者（至今共2位）。
1990年代，她与另四位模特（辛蒂·克勞馥、克勞蒂亞·雪佛、娜歐蜜·坎貝兒和克莉絲蒂·杜靈頓）组成的Big5，堪称世界模特行业的黄金年代。她的经典金句“我们超级名模，要么每天工资至少10000美元，要么终日呼呼大睡”以及“我们不是去制作时尚，因为我们本身就是时尚”等至今经久流传。

## 毁容
2021年9月23日，她在IG自曝5年前動了整容手術，但出現罕見副作用導致永久毀容。聲明指出：她要向一直以來納悶為何她沒在工作的粉絲們，公開一個隱忍5年的錯誤，「做了Zeltiq的CoolSculpting（冷凍溶脂手術）後，被無情地毀容，還造成反效果，反而讓脂肪細胞增加，在2次矯正失敗後永久毀容」，因此外貌才變成媒體所說的「難認出」。整容手術造成反常性脂肪增生（Paradoxical Adipose Hyperplasia，PAH），在150萬件手術中會出現0.0051%，相當罕見，不過讓她不滿的是，她在術前沒有被告知相關風險，「我的生活被PAH毀了，陷入嚴重憂鬱、悲傷、厭惡自我的循環」。她將對該整容機構提告，希望能藉此擺脫羞辱感，讓外界明白發生了什麼事，才能重新提起自信走出家門，「就算外貌看起來不再是以前的我」。

## 金句
|  | We don't wake up for less than $10,000 a day. |

|  | We aren't to do vogue, because we are VOGUE. |